# Kelurahan Pulau Temiang
Kelurahan Pulau Temiang is een bestuurslaag in het regentschap Tebo van de provincie Jambi, Indonesië. Kelurahan Pulau Temiang telt 4921 inwoners (volkstelling 2010).